# Tragelaphus angasii
El Tragelaphus angasii, de nombre común nyala (cuya transcripción fonética al español es ñala), es una especie de mamífero artiodáctilo de la familia Bovidae.
Es un antílope africano que habita en sabanas boscosas del África austral. Su librea es única y presenta un claro dimorfismo sexual. Únicamente los machos tienen cuernos, los cuales llegan a medir 80 cm de longitud. Asimismo poseen una larga crin que recorre el cuello y el dorso, además del cuello y vientre. El color del pelo es terroso y poseen las características rayas blancas sobre el lomo de todos los miembros del género. Las hembras, en cambio, no tienen cuernos y carecen del largo pelaje de los machos, pero su color es más rojizo. Viven en pequeños grupos. La duración del período de gestación oscila entre 220 y 240 días.

## Sistemática
La taxonomía de este antílope, Tragelaphus angasii, se compone del término tragelaphus del griego τραγέλαφος (tragélaphos), de τράγος (trágos) 'cabrío' y ἔλαφος (élaphos) 'ciervo'. Es un género de antílopes africanos de gran tamaño, con claro dimorfismo sexual y largos cuernos enroscados en espiral de forma más o menos acusada. El término angasii, el cual rememora la figura del explorador y naturalista británico George French Angas quien describió la especie en 1849.
El nombre común nyala ['ɲa la] es el nombre en el idioma tsonga de este antílope. Este vocablo ha sido incorporado al inglés como extranjerismo, junto con el vocablo zulú inyala.